# The Secret Adventures of Jules Verne
The Secret Adventures of Jules Verne è una serie televisiva britannica e canadese in 22 episodi trasmessi per la prima volta nel corso di una sola stagione nel 2000.
È una serie dei generi horror, fantascienza e avventura incentrata sulle vicende personali dello scrittore Jules Verne che non si limita a scrivere le storie per i suoi famosi libri di fantascienza ma vive queste avventure in prima persona.

## Personaggi e interpreti

### Personaggi principali
- Rebecca Fogg (22 episodi, 2000), interpretato da Francesca Hunt.
- Passepartout (22 episodi, 2000), interpretato da Michel Courtemanche.
- Jules Verne (22 episodi, 2000), interpretato da Chris Demetral.
- Phileas Fogg (22 episodi, 2000), interpretato da Michael Praed.

### Personaggi secondari
- Sir Jonathan Chatsworth (10 episodi, 2000), interpretato da Jonathan Coy.
- Conte Gregory (5 episodi, 2000), interpretato da Rick Overton.
- Regina Victoria (4 episodi, 2000), interpretato da Patti Allan.
- Felix Nadar (3 episodi, 2000), interpretato da Stéphane Archambault.
- Assistente della regina Victoria (2 episodi, 2000), interpretato da Jeffrey Aarles.
- Cavois (2 episodi, 2000), interpretato da René Auberjonois.
- Erasmus Fogg (2 episodi, 2000), interpretato da Stephen Bogaert.
- Thomas Legrand (2 episodi, 2000), interpretato da Pierre Drolet.
- Primo ministro (2 episodi, 2000), interpretato da David Francis.
- Sir Bonafice Fogg (2 episodi, 2000), interpretato da Graham Harley.
- D'Artagnan (2 episodi, 2000), interpretato da Christopher Heyerdahl.
- Black Robed Surgeon (2 episodi, 2000), interpretato da Constantine Kourtidis.
- Brigitte (2 episodi, 2000), interpretato da Anne-Catherine LeBeau.
- Maurice Greve (2 episodi, 2000), interpretato da Philippe Martin.
- Alexandre Dumas (2 episodi, 2000), interpretato da John Rhys-Davies.
- Arago (2 episodi, 2000), interpretato da David Warner.
- Dottor Draco (1 episodio, 2000), interpretato da Michael Moriarty.

## Produzione
La serie, ideata da Gavin Scott, fu prodotta da Neil Zeiger e Richard Lalonde e Suzanne Dussault per la Filmline International e la Talisman Crest e girata a Montréal in Canada. Le musiche furono composte da Nick Glennie-Smith.

### Registi
Tra i registi sono accreditati:
- Pierre de Lespinois in 4 episodi (2000)
- Mark Roper in 4 episodi (2000)
- David McLeod in 2 episodi (2000)
- Gabriel Pelletier in 2 episodi (2000)
- Tom Clegg
- Eleanor Lindo
- Jean-Marc Vallée

### Sceneggiatori
Tra gli sceneggiatori sono accreditati:
- Gregory Edmont in 2 episodi (2000)
- Peter Sands in 2 episodi (2000)
- Eleanor Lindo
- Gavin Scott
- Jules Verne

## Distribuzione
La serie fu trasmessa in Canada dal 18 giugno 2000 sulla rete televisiva CBC Television. È stata distribuita anche negli Stati Uniti in syndication e in Nuova Zelanda dal 10 febbraio 2001.

## Episodi
| Stagione       | Episodi | Canada |
| -------------- | ------- | ------ |
| Prima stagione | 22      | 2000   |